# Lijst van programma's van RTL 5
Dit is een lijst van programma's die werden of worden uitgezonden door de Nederlandse televisie RTL 5. Indien bekend is tussen haakjes aangegeven in welke televisieseizoenen het programma is uitgezonden.
Door een herprogrammering van RTL is RTL 5 sinds 2005/2006 meer gericht op jongeren. Een gedeelte van de oude programmering werd overgenomen door RTL 7.

## Programma's
Legenda

## 0
|  | Programma                                | Periode | Presentatie/Medewerkers/Acteurs | Opmerkingen |
|  | ---------------------------------------- | ------- | ------------------------------- | ----------- |
|  | 010: De Mensen Die Rotterdam Kleur Geven | 2025    |                                 |             |

## 1
|  | Programma                         | Periode   | Presentatie/Medewerkers/Acteurs                                                                      | Opmerkingen |
|  | --------------------------------- | --------- | --- | ----------- |
|  | 16 & zwanger                      | 2013      | |             |
|  | 112 noodoproep: De echte verhalen | 2014–2015 | |             |
|  | 112 Ooggetuige                    | 2013–2014 | |             |
|  | 112 Vandaag                       | 2021–2025 | Pim Sedee, Gallyon van Vessem en Kirsten Westrik Met medewerking van Ellie Lust en Marcel van de Ven | [ 1 ]       |
|  | 112 Weer                          | 2025–0000 | Nicolien Kroon, Maurice Middendorp, Amara Onwuka                                                     | [ 2 ]       |

## 2
|  | Programma                  | Periode   | Presentatie/Medewerkers/Acteurs | Opmerkingen |
|  | -------------------------- | --------- | ------------------------------- | ----------- |
|  | 24                         | 2005–2007 |                                 |             |
|  | 24: Live Another Day       | 2017      |                                 |             |
|  | 24 uur in de E.R.          | 2019–2025 |                                 |             |
|  | 24 uur in de politiecel UK | 2019–2025 |                                 |             |

## 5
|  | Programma | Periode | Presentatie/Medewerkers/Acteurs | Opmerkingen |
|  | --------- | ------- | ------------------------------- | ----------- |
|  | 5 Extreem | 2014    |                                 |             |

## A
|  | Programma                | Periode    | Presentatie/Medewerkers/Acteurs                     | Opmerkingen |
|  | ------------------------ | ---------- | --------------------------------------------------- | ----------- |
|  | Adam Zkt. Eva            | 2014–2016  | Nicolette Kluijver                                  |             |
|  | Adam Zkt. Eva VIPS       | 2017–2018  | Nicolette Kluijver (2017) en Marieke Elsinga (2018) |             |
|  | 'Allo 'Allo!             | 2004–2005  |                                                     |             |
|  | All-in Kitchen           | 2016–2017  |                                                     |             |
|  | All you need is Jani     | 2018, 2020 |                                                     |             |
|  | Als de brandweer         | 2020–2021  |                                                     |             |
|  | Ambulance Down Under     | 2019–2024  |                                                     |             |
|  | Ambulance UK             | 2020–2024  |                                                     |             |
|  | American Horror Story    | 2013–2014  |                                                     |             |
|  | American Idol            | 2018       |                                                     |             |
|  | America's Next Top Model | 2005–2020  |                                                     |             |
|  | Andy & Melisa (Serie)    | 2015       | Andy van der Meijde en Melisa Schaufeli             |             |
|  | As if                    | 2005–2006  |                                                     |             |
|  | Astro                    | 2008       | Gaby van Nimwegen                                   |             |

## B
|  | Programma                                        | Periode             | Presentatie/Medewerkers/Acteurs                                                           | Opmerkingen     |
|  | ------------------------------------------------ | ------------------- | ----------------------------------------------------------------------------------------- | --------------- |
|  | Battle on the Dancefloor                         | 2016                |                                                                                           |                 |
|  | Back in Luv'                                     | 2005–2006           |                                                                                           |                 |
|  | Barbie's Baby                                    | 2012                | Samantha de Jong en Michael van der Plas                                                  |                 |
|  | Barbie's bruiloft                                | 2012                | Samantha de Jong en Michael van der Plas                                                  |                 |
|  | Beauty & de Nerd                                 | 2006–2007           |                                                                                           |                 |
|  | Beauty & de Nerd (Australië)                     | 2010–2014           |                                                                                           |                 |
|  | Benelux' Next Top Model                          | 2009–2011           |                                                                                           |                 |
|  | Benidorm Basterds                                | 2013, 2017          |                                                                                           |                 |
|  | Beruchte gevangenissen: Ewout in de cel          | 2017–2018           | Ewout Genemans                                                                            |                 |
|  | Beruchte sloppenwijken: Ewout in de ghetto       | 2018                | Ewout Genemans                                                                            |                 |
|  | Better Off Ted                                   | 2009–2011           |                                                                                           |                 |
|  | Beter in Bed                                     | 2005–2007           |                                                                                           |                 |
|  | Big Brother                                      | 2021–2025           | Geraldine Kemper (2021–2024), Peter van de Veire (2021–2022) en Tatyana Beloy (2023–2024) | Eerder op RTL 4 |
|  | Big Fat Gypsy Christmas                          | 2019–2020           |                                                                                           |                 |
|  | Big Fat Gypsy Weddings                           | 2018                |                                                                                           |                 |
|  | Bij De Jonge Adel: Van De Jacht Tot Het Bal      | 2025                |                                                                                           |                 |
|  | Bij ons aan boord                                | 2020                |                                                                                           |                 |
|  | Bij Ons Op De Boerderij                          | 2023–2024           |                                                                                           |                 |
|  | Bij Ons Op Het Kamp                              | 2020–2025           |                                                                                           |                 |
|  | Bij Ons Op Het Kamp: Kerst                       | 2024                |                                                                                           |                 |
|  | Bizarre eters                                    | 2015–2016           |                                                                                           |                 |
|  | Bizarre slapers                                  | 2016                |                                                                                           |                 |
|  | Blind naar de top                                | 2015                |                                                                                           |                 |
|  | Bluf (Serie)                                     | 2014–2015           |                                                                                           |                 |
|  | Bobbi Eden: Dubbel D In L.A.                     | 2014                | Bobbi Eden                                                                                |                 |
|  | Bones (Serie)                                    | 2005–2007 2016–2017 |                                                                                           |                 |
|  | Best of Boobytrap                                | 2016–2017           | Froukje de Both                                                                           |                 |
|  | Border Patrol UK                                 | 2020–2024           |                                                                                           |                 |
|  | Borsato's Budget Bruiloft                        | 2020                | Mary Borsato                                                                              |                 |
|  | Boxing Stars                                     | 2018                | Ruben Nicolai en Olcay Gulsen                                                             |                 |
|  | Britt en Ymke en het mysterie van...             | 2012                | Britt Dekker en Ymke Wieringa                                                             |                 |
|  | Britt en Ymke aan de Bak in Blanes               | 2014                | Britt Dekker en Ymke Wieringa                                                             |                 |
|  | Britt en Ymke stellen vragen                     | 2012                | Britt Dekker en Ymke Wieringa                                                             |                 |
|  | Buffy the Vampire Slayer                         | 2010                |                                                                                           |                 |
|  | Buitenlandse gevangenissen: Hollanders in de cel | 2015 2017–2018      |                                                                                           |                 |
|  | Bureau ...                                       | 202?–2025           | Ewout Genemans                                                                            | Herhalingen     |
|  | Burn Notice                                      | 2009–2010           |                                                                                           |                 |

## C
|  | Programma                      | Periode        | Presentatie/Medewerkers/Acteurs                                                                                               | Opmerkingen    |
|  | ------------------------------ | -------------- | --- | -------------- |
|  | Car Tracks                     | 2010–?         | |                |
|  | Caveman                        | 2019           | Beau van Erven Dorens en Patrick                                                                                              |                |
|  | Celebrity City Trip            | 2017           | |                |
|  | Celebrity Pole Dancing         | 2014           | |                |
|  | Celebrity Rehab                | 2011–2013      | |                |
|  | Cheat on Me                    | 2013–2014      | |                |
|  | Cobra 11                       | 2004–2005      | |                |
|  | Colleen's Real Women           | 2007–2013      | |                |
|  | Crime Desk                     | 2021           | Marieke Elsinga, Vivienne van den Assem Deskundigen: John van den Heuvel, Mick van Wely, Kees van der Spek en Saskia Belleman |                |
|  | Crossing Lines                 |                | 2014 |                |
|  | CSI: Crime Scene Investigation | 2005–2010 2016 | | Later op RTL 8 |
|  | CSI: Cyber                     | 2016           | |                |
|  | CSI: Miami                     | 2005–2013      | | Later op RTL 8 |
|  | CSI: New York                  | 2005–2008 2016 | | Later op RTL 8 |
|  | Curvy Supermodel               | 2018           | Anna Nooshin |                |

## D
|  | Programma                                  | Periode             | Presentatie/Medewerkers/Acteurs             | Opmerkingen         |
|  | ------------------------------------------ | ------------------- | ------------------------------------------- | ------------------- |
|  | Dames in de dop                            | 2007–2014           |                                             |                     |
|  | Daten in het donker                        | 2009–2013           |                                             |                     |
|  | Days of our Lives                          | 2005–2006           |                                             |                     |
|  | De 15...                                   | 2010–2012           |                                             |                     |
|  | De aftrap                                  | 2004–2005           |                                             |                     |
|  | De Alarmcentrale: Pech onder de zon        | 2019 2021           | Jochem van Gelder                           |                     |
|  | De Alarmcentrale: Pech onderweg            | 2019–2021           | Jochem van Gelder                           |                     |
|  | De andere kant van Nederland               | 2019–2020           |                                             |                     |
|  | De Augurkenkoning                          | 2023–2025           | Onder andere Camiel, Oos en Silvian Kesbeke |                     |
|  | De bal en de liefde                        | 2005–2006           |                                             |                     |
|  | De beste slechtste chauffeur van Nederland | 2023–2024           | John Williams                               |                     |
|  | De Bevers                                  | 2022–2024           | Onder andere John de Bever en Kees Stevens  |                     |
|  | De Bevers Vieren Kerst in Ahoy             | 2024                | Onder andere John de Bever en Kees Stevens  |                     |
|  | De deurwaarders: Betalen of leeghalen      | 2014–202?           |                                             |                     |
|  | De dierenkliniek: Down Under               | 2020–202?           |                                             |                     |
|  | De douane in actie                         | 2020–202?           |                                             |                     |
|  | De Gouden Kooi                             | 2007–2008           |                                             |                     |
|  | De Grote Improvisatieshow                  | 2016–2018           |                                             | Eerder op RTL 4     |
|  | De kliniek                                 | 2020                |                                             |                     |
|  | De leugendetective                         | 2018                |                                             |                     |
|  | De modepolitie 2.0                         | 2012–2014           |                                             |                     |
|  | De Roelvinkjes                             | 2015                |                                             |                     |
|  | De Roelvinkjes: Dave en Donny doen zaken   | 2017                |                                             |                     |
|  | De slechtste chauffeur van Nederland       | 2014–2015 2017–2024 | John Williams                               |                     |
|  | De slechtste chauffeur UK                  | 2018                |                                             |                     |
|  | De slechtste chauffeur van Vlaanderen      | 2015                |                                             |                     |
|  | De Terror Jaap Show                        | 2008                |                                             |                     |
|  | De uitsmijters                             | 2017                |                                             |                     |
|  | De Verhulstjes                             | 2021                |                                             | Later op Videoland  |
|  | De vijftien vetste video's van vandaag     | 2015–2016           |                                             |                     |
|  | De Villa                                   | 2011 2019           |                                             |                     |
|  | De vuilste jobs van Nederland              | 2022–202?           |                                             |                     |
|  | De weddingcrasher                          | 2012                |                                             |                     |
|  | Deal or No Deal                            | 2007–2009           | Beau van Erven Dorens                       | [ 3 ]               |
|  | Debbie's facelift voor je huis             | 2007                |                                             |                     |
|  | Deurwaarders UK                            | 2019–2025           |                                             |                     |
|  | Dharma & Greg                              | 2005–2010           |                                             |                     |
|  | Dierenkliniek: Hart voor Brabant           | 2019                |                                             |                     |
|  | DINO.                                      | 2015–2017           | Jandino Asporaat                            |                     |
|  | Dit is mijn toekomst                       | 2012–2020           |                                             |                     |
|  | Dr. Phil                                   | 2005–2011 2018–202? | Phil McGraw                                 | Tussendoor op RTL 4 |
|  | Drag S.O.S.                                | 2020                |                                             |                     |

## E
|  | Programma                             | Periode             | Presentatie/Medewerkers/Acteurs | Opmerkingen    |
|  | ------------------------------------- | ------------------- | --- | -------------- |
|  | Eastwick (Serie)                      | 2010                | |                |
|  | Echte Gooische meisjes                | 2008-2010           | Pauline Wingelaar, Bo Wilkes, Leslie Keijzer, Kimberly Bos en Florine Hofstee                                                                   |                |
|  | Echte Gooische meisjes in de bijstand | 2009                | Pauline Wingelaar, Bo Wilkes, Leslie Keijzer, Kimberly Bos en Florine Hofstee                                                                   |                |
|  | Echte meisjes in de jungle            | 2011                | |                |
|  | Echte meisjes op de prairie           | 2013                | |                |
|  | Echte meisjes op zoek naar zichzelf   | 2012                | |                |
|  | Eerste hulp bij festivals             | 2019 2023           | |                |
|  | Ellen                                 | 2007 2018–2019      | |                |
|  | E.O.D. Explosieven Opruimingsdienst   | 2021                | |                |
|  | Erasmus MC 24/7                       | 2024                | |                |
|  | Eredivisie Live                       | 2005–2006           | |                |
|  | Etters achter de tralies              | 2015 2017–2018      | |                |
|  | Even krap bij kas                     | 2013–2014           | |                |
|  | Everybody Loves Joey                  | 2013                | |                |
|  | Everybody Loves Raymond               | 2006                | |                |
|  | Ewout aan de grens                    | 2021                | Ewout Genemans | [ 4 ]          |
|  | Ewout: ...                            | 2021–2025           | Ewout Genemans |                |
|  | Ewout & ...                           | 2019                | Ewout Genemans |                |
|  | Expeditie Poolcirkel                  | 2014–2015           | Lieke van Lexmond (2014) en Yolanthe Cabau van Kasbergen (2015)                                                                                 |                |
|  | Expeditie Robinson                    | 2007–2018           | Ernst-Paul Hasselbach (2007–2008), Evi Hanssen (2007–2013), Eddy Zoëy (2009–2011), Dennis Weening (2012–2018) en Nicolette Kluijver (2014–2018) | Later op RTL 4 |
|  | Expeditie Robinson: Eilandpraat       | 2017–2019           | Luuk Ikink |                |
|  | Extreme bruiden                       | 2005–2006 2017–2018 | |                |
|  | Extreme make-over                     |                     | |                |
|  | Ex Wives Club                         | 2006–2007           | |                |

## F
|  | Programma                | Periode             | Presentatie/Medewerkers/Acteurs | Opmerkingen                 |
|  | ------------------------ | ------------------- | --- | --------------------------- |
|  | Five Days Inside         | 2021–2024           | Rick Brandsteder (2021), Natasja Froger (2021), Geraldine Kemper (2021–2024) en Eddy Zoëy (2022–2024)                                                                                                 | Eerder op RTL 4             |
|  | Five Days Inside Special | 2025                | |                             |
|  | Flodder (Serie)          | 2005–2007 2011–2015 | | Herhalingen. Later op RTL 7 |
|  | Foute Mannen             | 2016                | |                             |
|  | Foute Vrienden           | 2015–2019           | Klaas van der Eerden (2015–2016, 2018–2019), Pepijn Gunneweg (2015–2019), Pim Muda (2015–2019), Albert Jan van Rees (2015–2019), Leo Alkemade (2017–2018), Tim Kamps (2017–2018) en Alex Ploeg (2017) |                             |
|  | Foute Vriendinnen        | 2018–2019           | Ilse Warringa, Jelka van Houten, Anne-Marie Jung, Anniek Pheifer en Tina de Bruin |                             |
|  | Franklin & Bash          | 2018                | |                             |
|  | Friends (Serie)          | 2005–2006           | | Herhalingen.                |
|  | From Alaska with Love    | 2007                | |                             |
|  | From Russia with Love    | 2014                | |                             |
|  | Funny Files              | 2006–2007           | |                             |

## G
|  | Programma                           | Periode        | Presentatie/Medewerkers/Acteurs | Opmerkingen |
|  | ----------------------------------- | -------------- | ------------------------------- | ----------- |
|  | Galileo                             | 2016–2017      | Luuk Ikink en Shelly Sterk      |             |
|  | Gênante lijven                      | 2013–2018      |                                 |             |
|  | Gênant, maar waar                   | 2016           |                                 |             |
|  | Gene Simmons: Family Jewels         | 2013           |                                 |             |
|  | Get the f*ck out of my house        | 2016           | Nicolette Kluijver              |             |
|  | Glow Up                             | 2019           |                                 |             |
|  | Goedele on Top                      | 2017           | Goedele Liekens                 |             |
|  | Glee (Serie)                        | 2010–2013      |                                 |             |
|  | Gordon Ramsay: Oorlog in de keuken! | 2015–0000      | Gordon Ramsay                   | Herhalingen |
|  | Gordon Ramsay: Oorlog in het hotel! | 2015–0000      | Gordon Ramsay                   | Herhalingen |
|  | Grimm (Serie)                       | 2013 2016 2018 |                                 | Herhalingen |

## H
|  | Programma                        | Periode             | Presentatie/Medewerkers/Acteurs                    | Opmerkingen     |
|  | -------------------------------- | ------------------- | -------------------------------------------------- | --------------- |
|  | Handhavers & Overtreders         | 2021–0000           |                                                    |                 |
|  | Handhavers in Actie              | 2020                |                                                    |                 |
|  | Hannibal (Serie)                 | 2014                |                                                    |                 |
|  | Helden van het Internet          | 2012–2013           |                                                    |                 |
|  | Helden van hier: De politie      | 2019–2025           |                                                    |                 |
|  | Helden van hier: Door het vuur   | 2019–2025           |                                                    |                 |
|  | Helden van hier: In de lucht     | 2019–2025           |                                                    |                 |
|  | Helden van hier: Op interventie  | 2025                |                                                    |                 |
|  | Helikopter helden UK             | 2019–2020           |                                                    |                 |
|  | Helse vakanties                  | 2013-2017           |                                                    |                 |
|  | Herken de Homo                   | 2005–2006           |                                                    |                 |
|  | Herman zoekt chef                | 2005–2006           | Herman den Blijker                                 |                 |
|  | Herman Helpt                     | 2006 2008           | Herman den Blijker                                 |                 |
|  | Hermans Helden                   | 2007                | Herman den Blijker                                 |                 |
|  | Heroes (Serie)                   | 2007–2011           |                                                    |                 |
|  | Herrie in de keuken!             | 2005–2006           | Herman den Blijker                                 |                 |
|  | Het Interventie Team             | 2025                |                                                    |                 |
|  | Het Wilde Oosten                 | 2013–2014           |                                                    |                 |
|  | Het zal me een rotzorg zijn      | 2013                |                                                    |                 |
|  | Heute-show                       | 2013–2014           |                                                    |                 |
|  | Holland's Next Top Model         | 2006–2011 2013–2019 | Anna Nooshin                                       |                 |
|  | Hollandse makelaars aan de Costa | 2022–202?           |                                                    |                 |
|  | Horrorhuurders & huisjesmelkers  | 2019–202?           |                                                    |                 |
|  | Hour of power                    |                     |                                                    |                 |
|  | House (Serie)                    | 2009–2014           |                                                    |                 |
|  | Houtstraat 5                     | 2004–2005           |                                                    |                 |
|  | Hotter Than My Daughter          | 2019–2021           | Patty Brard (2019) en Bridget Maasland (2019–2021) | Eerder op RTL 4 |
|  | How I Met Your Mother (Serie)    | 2009–2014           |                                                    |                 |
|  | Huisje Boompje Barbie            | 2013                | Samantha de Jong en Michael van der Plas           |                 |

## I
|  | Programma                          | Periode   | Presentatie/Medewerkers/Acteurs    | Opmerkingen     |
|  | ---------------------------------- | --------- | ---------------------------------- | --------------- |
|  | Ibiza: Het Party-Eiland            | 2016      |                                    |                 |
|  | I Can Make You a Supermodel        | 2014–2015 |                                    | Herhalingen     |
|  | Idols                              | 2016–2017 | Ruben Nicolai en Lieke van Lexmond | Eerder op RTL 4 |
|  | Ik ben een ster, haal me hier uit! | 2014      |                                    |                 |
|  | Ik heb HET nog nooit gedaan        | 2013–2014 |                                    |                 |
|  | Illusions of Grandeur              | 2015      |                                    |                 |
|  | In Love with Sterretje             | 2012      |                                    |                 |
|  | In overtreding                     | 2019–202? |                                    |                 |

## J
|  | Programma                      | Periode             | Presentatie/Medewerkers/Acteurs | Opmerkingen                         |
|  | ------------------------------ | ------------------- | ------------------------------- | ----------------------------------- |
|  | Jamie Goes Italian             | 2006–2007           |                                 |                                     |
|  | Jan Houdt Hoop                 | 2019                | Jan de Hoop                     | Van de buis gehaald na 1 aflevering |
|  | Janice Dickson Modeling Agency | 2007–2010           |                                 |                                     |
|  | JENSEN                         | 2005–2011 2018–2019 | Robert Jensen                   |                                     |
|  | Jensen kiest voor Amerika      | 2016                | Robert Jensen                   |                                     |
|  | Jensen's USA                   | 2017                | Robert Jensen                   |                                     |
|  | Jo Frost: Killer Kids          | 2018                |                                 |                                     |
|  | John Beerens' Salon Takeover   | 2011–2013           |                                 |                                     |
|  | John Doe                       | 2007                |                                 |                                     |
|  | Jokertje's Jawoord             | 2013                |                                 |                                     |
|  | Joling & Gordon over de vloer  | 2007–2008           | Gerard Joling en Gordon         | Herhalingen                         |
|  | Jong & Verslaafd               | 2017                |                                 |                                     |
|  | Jungle In Huis                 | 2023                |                                 |                                     |

## K
|  | Programma                                 | Periode         | Presentatie/Medewerkers/Acteurs             | Opmerkingen |
|  | ----------------------------------------- | --------------- | ------------------------------------------- | ----------- |
|  | Kast Vol Kansen                           | 2024            | Duncan Tromp Stijlcoach: Mirjam Hamming     |             |
|  | Keeping Up with the Kardashians           | 2013            |                                             |             |
|  | Kees & Co                                 | 2005–2006       |                                             | Herhalingen |
|  | Kees van der Spek ontmaskert              | 2019, 2024–2025 | Kees van der Spek                           |             |
|  | Kees van der Spek: Oplichters Aangepakt   | 2019–2024       | Kees van der Spek                           |             |
|  | Kerels met een kleintje                   | 2015–2017       |                                             |             |
|  | Kerst met De Augurkenkoning               | 2024            | Onder andere Camiel, Oos en Silvian Kesbeke |             |
|  | Killer Karaoke                            | 2013–2014       | Dennis Weening en Jan Kooijman              |             |
|  | Kom Je Bij Me Eten? VIPS                  | 2025            |                                             |             |
|  | Koopziek: Ik kan niet stoppen met shoppen | 2016            |                                             |             |
|  | Krijg de kleren                           | 2015            |                                             |             |

## L
|  | Programma                   | Periode        | Presentatie/Medewerkers/Acteurs                   | Opmerkingen |
|  | --------------------------- | -------------- | ------------------------------------------------- | ----------- |
|  | La Carihuela                | 2019           |                                                   |             |
|  | Laat de Amazone leven       | 2007           |                                                   |             |
|  | Las Vegas (Serie)           | 2006–2008      |                                                   |             |
|  | Last Resort (Serie)         | 2015 2018      |                                                   |             |
|  | Legends (Serie)             | 2018           |                                                   |             |
|  | Lekker Slim                 | 2016           | Jamai Loman                                       |             |
|  | Lelijke Eendjes             | 2016–2018      | Lieke van Lexmond                                 |             |
|  | Levenslang met dwang?       | 2014–2015 2018 | Jan Kooijman (2014–2015) en Dennis Weening (2018) |             |
|  | Leverage (Serie)            | 2009–2014      |                                                   |             |
|  | Lie to Me (Serie)           | 2009–2012      |                                                   |             |
|  | Lost in Tokyo               | 2007           |                                                   |             |
|  | Love in the Wild            | 2012           |                                                   |             |
|  | Love Island                 | 2019–2020      | Holly Mae Brood en Viktor Verhulst                |             |
|  | Lust, Liefde of Laten Lopen | 2013–2014      | Patty Brard                                       |             |

## M
|  | Programma                               | Periode        | Presentatie/Medewerkers/Acteurs | Opmerkingen    |
|  | --------------------------------------- | -------------- | ------------------------------- | -------------- |
|  | Maffia Vrouwen                          | 2013–2014      |                                 |                |
|  | Makelaars met een missie                | 2018–2019      |                                 |                |
|  | Making a Model met Yolanda Hadid        | 2019           |                                 |                |
|  | Malaika (Serie)                         | 2013           |                                 |                |
|  | Married... with Children                | 2005–2006      |                                 | Later op RTL 7 |
|  | M*A*S*H (Serie)                         | 2005–2006      |                                 |                |
|  | Mercy (Serie)                           | 2010           |                                 |                |
|  | Met Open Ogen                           | 2005           |                                 |                |
|  | Mijn gezin gaat failliet                | 2020           | John Williams                   |                |
|  | Mijn Vieze, Vette, Vervelende Verloofde | 2005–2006 2012 |                                 |                |
|  | Millionaire Matchmaker                  | 2009 2018      |                                 |                |
|  | Mioch versus Goderie                    | 2004           |                                 |                |
|  | Mislukte plastische chirurgie           | 2015–2018      |                                 |                |
|  | Miss and Mr Sport & Fashion             | 2017           |                                 |                |
|  | M'n dochter en ik                       | 2005–2006      |                                 |                |
|  | Models in Cape Town                     | 2018           |                                 |                |
|  | Models in Paris: Het echte leven        | 2017           |                                 |                |
|  | Modemeisjes met een missie              | 2011           |                                 |                |
|  | Modern Family (Serie)                   | 2010–2015      |                                 |                |
|  | Morning Chat                            | 2010–2015      |                                 |                |
|  | Motive (Serie)                          | 2018           |                                 |                |
|  | My First Holiday                        | 2017           |                                 |                |
|  | My Name Is Earl                         | 2006–2007      |                                 |                |

## N
|  | Programma                                | Periode   | Presentatie/Medewerkers/Acteurs | Opmerkingen     |
|  | ---------------------------------------- | --------- | ------------------------------- | --------------- |
|  | Nachtlounge                              | 2013–2020 |                                 |                 |
|  | Naked Attraction                         | 2018      | Lieke van Lexmond               |                 |
|  | Nederland In De Auto                     | 2015      |                                 |                 |
|  | New Chicks: Brabantse nachten op Curaçao | 2011      | Nikkie Plessen                  |                 |
|  | New Girl (Serie)                         | 2011–2016 |                                 |                 |
|  | Nicholas: Street Magic (Serie)           | 2015      |                                 |                 |
|  | Nieky Holzken: De knock-out van Brabant  | 2015      | Nieky Holzken                   |                 |
|  | Nienke & Resley weten het zeker          | 2019      | Onder andere Nienke Plas        |                 |
|  | Nieuw Dier                               |           |                                 | Herhalingen     |
|  | Nieuwe Tijden (Serie)                    | 2017–2018 |                                 | Eerder op RTL 4 |
|  | Noodservice: In en om het huis           | 2021      |                                 |                 |
|  | Noppen & Naaldhakken                     | 2005–2006 |                                 |                 |

## O
|  | Programma                   | Periode   | Presentatie/Medewerkers/Acteurs                                                         | Opmerkingen     |
|  | --------------------------- | --------- | --------------------------------------------------------------------------------------- | --------------- |
|  | Obese                       | 2022      | Miljuschka Witzenhausen                                                                 | Eerder op RTL 4 |
|  | Oh Oh Cherso                | 2010–2011 |                                                                                         |                 |
|  | Oh Oh Daar Gaan We Weer     | 2016      |                                                                                         |                 |
|  | Oh Oh Tirol                 | 2011      |                                                                                         |                 |
|  | Oh Oh Europa                | 2012      |                                                                                         |                 |
|  | Online criminelen aangepakt | 2023      | Marcel van de Ven                                                                       |                 |
|  | Online misbruik aangepakt   | 2018      | Nicolette Kluijver en John van den Heuvel                                               |                 |
|  | Ontvoerd                    | 2024      | John van den Heuvel                                                                     | Eerder op RTL 4 |
|  | Opgelicht in de Liefde      | 2025      | Ellie Lust Met medewerking van particulier rechercheur John Warrink en Ayleen Charlotte |                 |
|  | Over de Kook                | 2009–2010 |                                                                                         | Herhalingen     |

## P
|  | Programma                                      | Periode             | Presentatie/Medewerkers/Acteurs | Opmerkingen |
|  | ---------------------------------------------- | ------------------- | ------------------------------- | ----------- |
|  | Paramedics Down Under                          | 2019                |                                 |             |
|  | Passie in de Polder                            | 2012                |                                 |             |
|  | Pech op de piste                               | 2019–2020           | Sander Janson en Jamie Trenité  |             |
|  | Peter Jan Rens: Doen ze 't of doen ze 't niet? | 2017                | Onder andere Peter Jan Rens     |             |
|  | Peter R. de Vries: Internetpesters Aangepakt   | 2015–2017           | Peter R. de Vries               |             |
|  | P.I. Haaglanden                                | 2025                |                                 |             |
|  | Plaats Delict: Sporen naar de dader            | 2013                |                                 |             |
|  | Politie 24/7                                   | 2019–2024           |                                 |             |
|  | Politie Dienst Infra                           | 2021                |                                 |             |
|  | Politie In Het Holst Van De Nacht              | 2025                |                                 |             |
|  | Politie Landelijke Eenheid in Actie            | 2023–2024           |                                 |             |
|  | Politie Op Je Hielen                           | 2025                |                                 |             |
|  | Politie USA Live                               | 2019–2024           |                                 |             |
|  | Postcode Loterij Deal or No Deal               | 2021                | Buddy Vedder                    | [ 3 ]       |
|  | Prison Break (Serie)                           | 2005–2009           |                                 |             |
|  | Project Catwalk                                | 2007–2011 2015 2017 |                                 |             |
|  | Project P: Stop Het Pesten                     | 2014                | Dennis Weening en Johnny de Mol |             |

## R
|  | Programma                                    | Periode   | Presentatie/Medewerkers/Acteurs             | Opmerkingen     |
|  | -------------------------------------------- | --------- | ------------------------------------------- | --------------- |
|  | Raising Hope                                 | 2011–2014 |                                             |                 |
|  | Ranking The Stars                            | 2019–2021 | Paul de Leeuw (2019–2020), Eddy Zoëy (2021) |                 |
|  | Rappers achter de tralies                    | 2017      |                                             |                 |
|  | Rauw!                                        | 2009      |                                             | Herhalingen     |
|  | Recht Door Zeeman                            | n.n.b.    | Thijs Zeeman                                |                 |
|  | Retour Masters                               | 2024–2025 |                                             |                 |
|  | Revenge of the Nerds                         | 2006–2007 |                                             |                 |
|  | Rich Kids Of Social Media                    | 2018      |                                             |                 |
|  | Roadtrippers                                 | 2015–2017 |                                             |                 |
|  | Rondkomen in de Schilderswijk                | 2015      |                                             | Eerder op RTL 4 |
|  | Rotzooi & Co                                 |           |                                             |                 |
|  | Roy Donders: Meer dan stylist van het Zuiden | 2014      | Onder andere Roy Donders                    |                 |
|  | Roy Donders: Stylist van het Zuiden          | 2013–2015 | Onder andere Roy Donders                    |                 |
|  | Royal Pains                                  | 2013      |                                             |                 |
|  | RTL Boulevard                                | 2005–2009 |                                             | Herhalingen     |
|  | RTL De Journal                               | 1993–0000 |                                             |                 |
|  | RTL Musicworld                               | 2007      | Evelyn Struik                               |                 |
|  | RTL Travel                                   | 2005–2009 |                                             | Herhalingen     |
|  | RTL Tuin Magazine                            | 2005–2008 |                                             |                 |
|  | RTL Woon & Klus Magazine                     | 2005–2008 |                                             |                 |
|  | RudeTube                                     | 2009 2015 |                                             |                 |
|  | Rush                                         | 2018      |                                             |                 |

## S
|  | Programma                                      | Periode   | Presentatie/Medewerkers/Acteurs          | Opmerkingen |
|  | ---------------------------------------------- | --------- | ---------------------------------------- | ----------- |
|  | Safety First                                   | 2017–2018 |                                          |             |
|  | Samantha en Michael doe effe paranormaal!      | 2014      | Samantha de Jong en Michael van der Plas |             |
|  | Samantha en Michael enkeltje Torremolinos      | 2016      | Samantha de Jong en Michael van der Plas |             |
|  | Samantha en Michael houden zich Thai           | 2014      | Samantha de Jong en Michael van der Plas |             |
|  | Samantha en Michael nemen er nog eentje        | 2015      | Samantha de Jong en Michael van der Plas |             |
|  | Samantha en Michael scheiden ermee uit         | 2017      | Samantha de Jong en Michael van der Plas |             |
|  | Samantha en Michael willen rust in de tent!    | 2013      | Samantha de Jong en Michael van der Plas |             |
|  | Saturday Night Takeaway with Ant & Dec         | 2018      |                                          |             |
|  | Scam Alert                                     | n.n.b.    | Ellie Lust en Daniël Verlaan             |             |
|  | Schiphol Airport                               | 2024–2025 |                                          |             |
|  | Seksverslaafd                                  | 2015      |                                          |             |
|  | Sex Academy                                    | 2014–2015 |                                          |             |
|  | ShockDoc                                       | 2005–20?? |                                          |             |
|  | Shopping Queens                                | 2012 2015 |                                          |             |
|  | Sleepy Hollow (Serie)                          | 2017      |                                          |             |
|  | So You Think You Can Dance                     | 2008–2015 | Dennis Weening                           |             |
|  | So You Think You Can Dance The Next Generation | 2013      | Dennis Weening en Lieke van Lexmond      |             |
|  | SOS: Mijn vakantie is een hel                  | 2017      | John Williams en Kaj Gorgels             |             |
|  | Spartacus: Blood and Sand                      | 2010      |                                          |             |
|  | Spartacus: Gods of the Arena                   | 2011      |                                          |             |
|  | St. Willebrord: Het Mirakel van Brabant        | 2024      |                                          |             |
|  | Stacey Dooley onderzoekt                       | 2017–2019 |                                          |             |
|  | Stenders Late Vermaak                          |           |                                          | Herhalingen |
|  | Stoute Meiden TV                               | 2010–2013 |                                          |             |
|  | Suits (Serie)                                  | 2016      |                                          |             |
|  | Superfans: Mijn idool is mijn leven            | 2015      |                                          |             |

## T
|  | Programma                      | Periode        | Presentatie/Medewerkers/Acteurs              | Opmerkingen     |
|  | ------------------------------ | -------------- | -------------------------------------------- | --------------- |
|  | Tabatha Takes Over             | 2018           |                                              |                 |
|  | Tabatha's Salon Takeover       | 2008–2014      |                                              |                 |
|  | Taboe                          | 2017           |                                              |                 |
|  | Taboo                          | 2015           |                                              |                 |
|  | Take Me Out                    | 2008–2010 2013 | Eddy Zoëy (2008–2010) en Jan Kooijman (2013) |                 |
|  | Tattoo Stories                 | 2013–2014      |                                              |                 |
|  | Team Parate Eenheid            | 2020–202?      |                                              |                 |
|  | Team spoedeisende hulp         | 2019–2025      |                                              |                 |
|  | Tel Sell                       | 2005–2014      |                                              |                 |
|  | Temptation Island              | 2016–2020      | Rick Brandsteder en Annelien Coorevits       |                 |
|  | Temptation Island VIPS         | 2018–2019      | Kaj Gorgels en Yolanthe Cabau                |                 |
|  | Temptation Talk                | 2018–2020      | Rick Brandsteder                             |                 |
|  | Terra Nova (Serie)             | 2012           |                                              | Herhalingen     |
|  | The Americans                  | 2015, 2017     |                                              |                 |
|  | The Beautiful Life             | 2010           |                                              |                 |
|  | The Blacklist (Serie)          | 2016–2020      |                                              | Eerder op RTL 4 |
|  | The Event (Serie)              | 2011–2013      |                                              |                 |
|  | The Face                       | 2012           |                                              |                 |
|  | The Fashion Show               | 2010           |                                              |                 |
|  | The Glades                     | 2012–2013      |                                              |                 |
|  | The Hit                        | 2014           | Dennis Weening en Ruud Feltkamp              |                 |
|  | The King of Queens             | 2005–2014      |                                              |                 |
|  | The L Word                     | 2005–2006      |                                              |                 |
|  | The Nanny                      | 2005–2010      |                                              |                 |
|  | The Night Shift                | 2018           |                                              |                 |
|  | The Pain Game                  | 2011           | Dennis Weening                               |                 |
|  | The Raft: Overleven op zee     | 2016           |                                              |                 |
|  | The Transporter (Serie)        | 2014           |                                              |                 |
|  | The Tribe                      | 2005–2006      |                                              |                 |
|  | The Ultimate Dance Battle      | 2011–2012      | Dan Karaty en Lieke van Lexmond              |                 |
|  | The Unit (Serie)               | 2006–2007      |                                              |                 |
|  | Tieners Achter De Tralies      | 2021–202?      |                                              |                 |
|  | Tommy Teleshopping             | 2010–0000      |                                              |                 |
|  | Toni & Tony: Zo Vader, Zo Zoon | 2015           |                                              |                 |
|  | Topchef                        | 2010–2012      |                                              | Herhalingen     |
|  | Topchef Academy                | 2017           |                                              |                 |
|  | Tourette on Tour               | 2014           |                                              |                 |
|  | Trauma (Serie)                 | 2010           |                                              |                 |

## U
|  | Programma              | Periode | Presentatie/Medewerkers/Acteurs | Opmerkingen |
|  | ---------------------- | ------- | ------------------------------- | ----------- |
|  | Undress for love       | 2018    | Lieke van Lexmond               |             |
|  | Unforgettable          | 2016    |                                 |             |
|  | Unsafe Sex in the City | 2017    |                                 |             |

## V
|  | Programma                             | Periode   | Presentatie/Medewerkers/Acteurs | Opmerkingen    |
|  | ------------------------------------- | --------- | ------------------------------- | -------------- |
|  | Van etter tot engel                   | 2005      |                                 |                |
|  | Van etter tot engel goes Kenia        | 2006–2007 |                                 |                |
|  | Van etter tot engel: Moeder & dochter | 2015      |                                 |                |
|  | Van je vrienden moet je het hebben    | 2015      |                                 |                |
|  | Voetbal Insite                        | 2001–2005 |                                 | Later op RTL 7 |
|  | Voor de rechter                       | 2018–202? |                                 |                |
|  | Vrienden Houden Huis                  |           |                                 |                |

## W
|  | Programma                         | Periode   | Presentatie/Medewerkers/Acteurs        | Opmerkingen |
|  | --------------------------------- | --------- | -------------------------------------- | ----------- |
|  | Waar Rook Is... Zijn Britt & Ymke | 2013      |                                        |             |
|  | Wat Als?                          | 2017      |                                        |             |
|  | Way of Life                       |           |                                        |             |
|  | Weemoedt (Serie)                  | 2017      | Onder andere Thijs Römer               |             |
|  | Wie is de Chef?                   | 2008–2011 |                                        | Herhalingen |
|  | Wie is de reisleider?             | 2011–2013 |                                        |             |
|  | Wie is de Sjaak?                  | 2015–2016 |                                        |             |
|  | Wie woont waar?                   | 2020      |                                        |             |
|  | Wipeout                           | 2009–2015 | Klaas van der Eerden en Dennis Weening |             |
|  | Witches of East End               | 2018      |                                        |             |
|  | Woon & Klusmagazine               | 2005      |                                        |             |

## Z
|  | Programma                      | Periode        | Presentatie/Medewerkers/Acteurs  | Opmerkingen                  |
|  | ------------------------------ | -------------- | -------------------------------- | ---------------------------- |
|  | Zeeman confronteert            | 2021–2024      | Thijs Zeeman, Nico van den Dries |                              |
|  | Zeeman confronteert: stalkers  | 2020–2021 2023 | Thijs Zeeman, Nico van den Dries |                              |
|  | Zon, seks & je ouders in shock | 2014           |                                  |                              |
|  | Zon, Zuipen, Ziekenhuis        | 2012–2018      |                                  | Nederlandse en Britse series |
|  | Het zonnetje in huis           | 2005–2006      |                                  |                              |